# Bitwa pod Ochmatowem (1644)
Bitwa pod Ochmatowem – starcie w dniu 30 stycznia 1644 roku, w którym hetman Stanisław Koniecpolski wraz z księciem Jeremim Wiśniowieckim pokonali siły tatarskie Tuhaj-beja.

## Wprowadzenie
Po otrzymaniu wiadomości o szykowanej przez chana Mehmeda IV Gireja wyprawie na Rzeczpospolitą, hetman Koniecpolski dokonał przemieszczenia swych wojsk (ok. 19 tys. żołnierzy kwarcianych, Kozaków i pocztów prywatnych, 24 działa) w taki sposób, by zabezpieczyć wszystkie możliwe trasy przemarszu armii tatarskiej. Wojska rozstawiono w dwóch rzutach. W pierwszym znalazły się chorągwie lekkiej jazdy, patrolujące granicę państwa. Chorągwie Stanisława Krzeczowskiego pilnowały obszaru od Zaporoża do rzeki Ingulec, chorągwie Zabuskiego strzegły terenów na Niżu (rejon Dniepru za porohami), natomiast chorągwie Ołdakowskiego miały pieczę nad rejonem koło rzeki Tiligul pod Oczakowem. Drugi rzut rozmieszczony był na stałych szlakach tatarskich, około 100 km za pierwszym rzutem i podzielony na trzy dywizje. Pierwsza, dowodzona przez samego hetmana Stanisława Koniecpolskiego, stanęła w Barze i Winnicy. Druga, pod komendą strażnika koronnego Jana Odrzywolskiego, stanęła w Buzówce, natomiast trzecia pod dowództwem księcia Jeremiego Wiśniowieckiego na Zadnieprzu.

## Działania wstępne
Kiedy Koniecpolski otrzymał wiadomość, że Tuhaj-bej idzie tzw. szlakiem kuczmańskim (albo pobliskim szlakiem czarnym), ściągnął dywizje ku sobie. Dywizja Wiśniowieckiego stanęła w Korsuniu (czyli ok. 80 km od dywizji Odrzywolskiego), natomiast dywizja hetmańska zajęła pozycje w Stawiszczach. Gdy okazało się, że armia tatarska zmierza w kierunku Ochmatowa, dowództwo polskie tam postanowiło skoncentrować swe siły. Po połączeniu z dywizją Odrzywolskiego hetman zajął pozycje dogodne do walki obronnej w okrążeniu. Wojska uszykowano w czterech rzutach. W pierwszym  znalazła się straż przednia Odrzywolskiego, w drugim – większość jazdy w dwóch liniach, w trzecim – tabory z piechotą, a w czwartym chorągwie kozackie i dragońskie. Poza strażą przednią Odrzywolskiego całość sił utworzyła czworobok. Tuhaj-bej, który miał ze sobą podobno 20 tysięcy Tatarów, założył na południowym wschodzie od Ochmatowa kosz osłaniany przez stawy i rzeczkę Hirśkyj Tikycz.

## Bitwa
Ponieważ Koniecpolski nie odważył się zaatakować nieprzyjaciela przed nadejściem dywizji Wiśniowieckiego, pierwsi rozpoczęli bitwę Tatarzy. Dla ochrony grobli Tuhaj-bej przeprawił przez rzeczkę Hirśkyj Tikycz 6 tys. jazdy – została ona jednak przepędzona przez Odrzywolskiego. Następnie hetman zdobył groblę. W tym czasie nadciągnął Wiśniowiecki i zajął pozycje na polskim lewym skrzydle. Chcąc odciąć Tatarom drogi odwrotu, Wiśniowiecki ruszył na nich z szarżą po lodzie. Tatarzy widząc zamieszanie, jakie zapanowało w polskiej jeździe na skutek zatłoczenia na grobli, postanowili to wykorzystać i wycofać się. Ich odwrót osłaniać miała ariergarda w sile 4 tysięcy ordyńców. Została ona jednak szybko rozbita dzięki uderzeniu husarii, po czym wszystkie siły polskie ruszyły w pościg za uciekającym wrogiem.
W Kiszczeniach zatrzymano ciężką jazdę, a dalszy pościg prowadziła już tylko jazda lekka w sile 5 tys. żołnierzy. Zgrupowaniem pościgowym dowodził komisarz wojska zaporoskiego Mikołaj Zaćwilichowski, który dopadł uciekającą armię Tuhaj-beja podczas przeprawy przez rzekę Siniuchę i częściowo ją rozbił.

## Skład wojsk koronnych
Oddziały prywatne
- Stanisław Koniecpolski - 2200 żołnierzy
- Jeremi i inni Wiśniowieccy – 3000
- Marcin Kalinowski – 1800
- Stanisław Lubomirski – 1200
- Dominik Zasławski – 1200
- Jan Zamoyski – 600
- Mikołaj Potocki - 200 ludzi
- Aleksander Koniecpolski – 150[1]
- kozacy rejestrowi – 4000
- wojska kwarciane – 3350